# Rafael Romá
Rafael Edgardo "Balito" Romá (Ramallo, 18 de enero de 1953) es un político argentino. Se desempeñó como intendente del partido de Ramallo entre 1983 y 1987 y luego como vicegobernador de la provincia de Buenos Aires desde el 11 de diciembre de 1991, siendo reelecto en 1995, acompañando al gobernador Eduardo Duhalde. También fue embajador en Paraguay.

## Biografía
Nació y se crio en Ramallo, aunque comenzó su carrera política en Rosario, donde estudiaba Medicina en la Universidad Nacional de Rosario, militando en el peronismo universitario. Alcanzó a ser electo intendente en 1983 de su ciudad natal, desarrollando una cercanía con Eduardo Duhalde, entonces intendente de Lomas de Zamora. Posteriormente fue elegido como senador provincial en 1987, cargo que ocupa poco tiempo, tan solo siete meses, puesto que asume como Ministro de Desarrollo Social del gobernador Antonio Cafiero. Como ministro implementó programas como Veo Veo, destinado a diagnosticar problemas visuales en niños en las escuelas, y PAIS, destinado a la alimentación a través de microemprendimientos. 
Duhalde, en 1991 tras dejar la vicepresidencia para postularse a gobernador bonaerense, lo escoge como compañero de fórmula y es reelecto en 1995.
En 1999 fue elegido Diputado Nacional por el Partido Justicialista, pero en 2001 se pasa al bloque del ARI. Con Aníbal Ibarra como Jefe de Gobierno de la Ciudad de Buenos Aires, se desempeñó como Secretario de Desarrollo Social, entre 2003 y 2007.
Entre 2007 y mayo de 2012 se desempeñó como embajador argentino en Paraguay, siendo designado por la presidenta Cristina Fernández. Dejó su cargo como protesta de la Argentina a la destitución del presidente Fernando Lugo.